# Portulaca ramosissima
Portulaca ramosissima är en portlakväxtart som beskrevs av Karl von Poellnitz. Portulaca ramosissima ingår i släktet portlaker, och familjen portlakväxter. Inga underarter finns listade i Catalogue of Life.